# Siggeir
Siggeier er en sagnkonge af Gøtland, der omtales i Vølsunga saga. I Skáldskaparmál angives hin som en del af Sikling-æten, og i familie med Sigar der dræbte helten Hagbard. Hversu Noregr byggðist beskriver, at Sigar var Siggeirs nevø.
| Nordisk mytologi | Spire Denne artikel om nordisk religion og mytologi er en spire som bør udbygges. Du er velkommen til at hjælpe Wikipedia ved at udvide den. |